# Przygoda człowieka poczciwego
Przygoda człowieka poczciwego – polski film eksperymentalny z 1937 w reżyserii Franciszki i Stefana Themersonów, długo uznawany za jedyne zachowane dzieło filmowe tych artystów z okresu międzywojennego.

## Fabuła
Film rozpoczyna się napisami: „Człowiek poczciwy prosi P.T. publiczność by jego lirycznego odskoku od rzeczywistości nie brała za bezsensowną ekstrawagancję”.
Tytułowy człowiek poczciwy to zwykły urzędnik, który przypadkiem dodzwania się do zakładu stolarskiego. Kierownik tego zakładu przez słuchawkę oznajmia: „Nie będzie dziury w niebie, jeżeli pójdziesz tyłem”. Urzędnik, wysłuchawszy ostrzeżenia, wstaje od biurka i zaczyna iść tyłem. Wkrótce wpada na dwóch ludzi dźwigających szafę zabraną z owego zakładu stolarskiego. W trakcie zderzenia urzędnik omyłkowo zamienia się miejscami z jednym z tragarzy i niesie dalej szafę. Dwaj mężczyźni trafiają z szafą do lasu. Wówczas księgowy unosi się i odlatuje, po czym ląduje i przysiada na kominie domu. Zagrawszy na flecie, kieruje swoje słowa w stronę widowni: „Bo trzeba się znać na przenośni, proszę Państwa!” Swą postawą urzędnik wywołuje protest społeczny, wskutek czego formuje się manifestacja idąca śladem ludzi z szafą, niosąca transparenty z napisami: „Na pewno będzie dziura w niebie!” lub „Precz z chodzeniem tyłem!” Dotarłszy do lasu, protestujący odnajdują jedynie pustą szafę bez tylnej ściany i przechodzą przez nią na drugą stronę.

## Produkcja

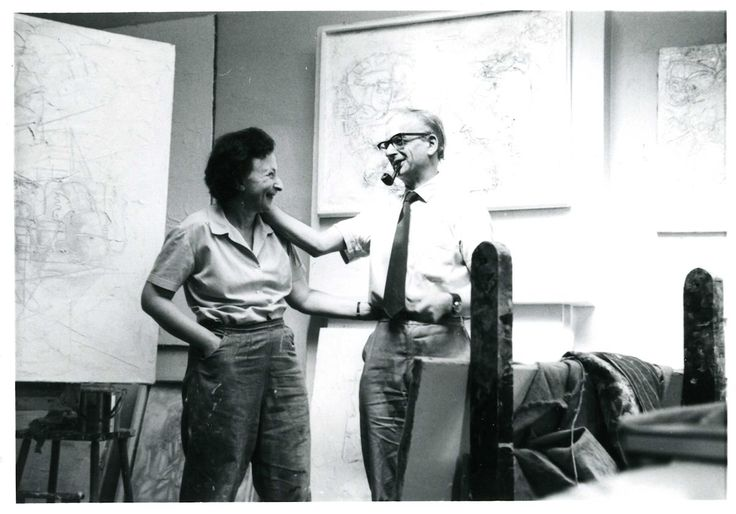
Franciszka i Stefan Themersonowie

Themersonowie wzorowali się na technikach wziętych z fotografii oraz filmu animowanego, osiągając nierealistyczne filmowe odwzorowanie przestrzeni za pomocą „oryginalnych punktów widzenia, ruchu inscenizacji, pracy kamery oraz kompozycji kadru”. Do formalnych zabiegów, które zastosowali twórcy, należą: zamontowanie lustra na drzwiach szafy, filmowanie kadrów z zachowaniem perspektywy płaskiej, zakrzywienie obiektywu tudzież burzenie czwartej ściany przez bezpośredni zwrot bohaterów w stronę kamery. Celem tego typu zabiegów było ustawiczne zaburzanie iluzji przezroczystości języka filmu.
Stefan Themerson twierdził, że Przygoda człowieka poczciwego może być oglądana także do tyłu, co również ma znaczenie. W odwrotnej kolejności puszczania filmu to tłum idzie „tyłem do przodu”, trzymając jednocześnie transparenty na znak protestu.

## Odbiór i znaczenie
Po premierze w marcu 1938 roku film spotkał się z bardzo negatywną reakcją widowni i został rychło zdjęty z afisza. Krytycznie ustosunkowała się do niego również prasa. Po latach był jednak rehabilitowany, zyskując opinię najbardziej znanego dzieła filmowego Themersonów, a jednocześnie najbardziej surrealistycznego ze wszystkich polskich filmów awangardowych dwudziestolecia międzywojennego. Marcin Giżycki stwierdził, że „jeśli chodzi o bogactwo użytych środków”, Przygoda człowieka poczciwego była „niewątpliwie najbardziej zaawansowanym filmem w całym dorobku artystów [Themersonów]”. Alina Taszycka pisała, iż film „po pierwsze kontynuuje poszukiwania awangardy filmowej z lat 20. XX wieku, a po drugie zapowiada (i w pewien sposób wyprzedza) późniejsze poszukiwania filmu eksperymentalnego”.
W 1958 roku Roman Polański nakręcił etiudę studencką Dwaj ludzie z szafą, zapożyczając pomysł na akcję filmu od dzieła Themersonów.